# Carignano
Carignano (Carignan in piemontese) è un comune italiano di 9 234 abitanti della città metropolitana di Torino, in Piemonte. Si trova a circa 20 km a sud di Torino ed è uno dei comuni piemontesi più antichi e ricchi di testimonianze storiche. È stato uno dei comuni più importanti di fine Ottocento grazie al Lanificio Bona, che ha trainato l'economia della città per un lungo decennio.

## Geografia fisica
Carignano è un comune periferico-provinciale di Torino. Si trova sulla sponda sinistra del fiume Po, all'ingresso sud della metropoli torinese. Si tratta di uno dei comuni piemontesi più vicini al corso del fiume e storicamente più dipendenti da esso.
Fino al primo Novecento fu uno dei comuni piemontesi più importanti, poi fu trascinato in un lungo declino economico e demografico dal fallimento dello storico lanificio Bona, cui il paese si era legato come one company town.

## Storia

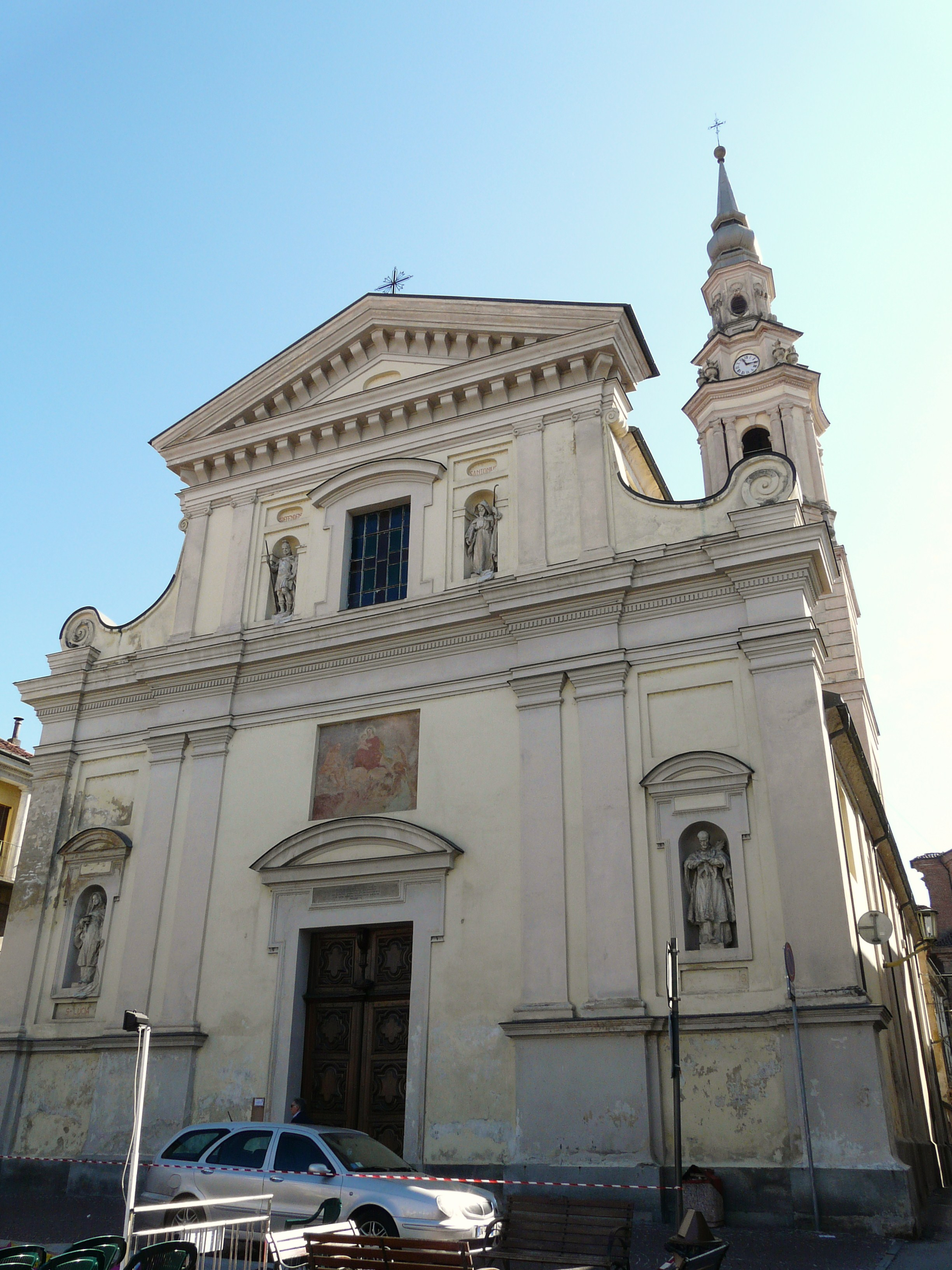
La chiesa della Misericordia

### Protostoria
Come testimoniato dai reperti archeologici del Garetìn, un isolotto sul Po a valle del ponte per Carmagnola, il tratto di fiume compreso fra i due ponti di Carignano era attraversato almeno già nel Neolitico (asce di pietra verde piemontesi erano scambiate dalla Bretagna all'Ungheria). Con ogni probabilità, a partire dall'età del bronzo (famosa l'ascia di bronzo tipo Cressier da Carignano), si era introdotta la navigazione del fiume e diversi punti lungo il suo corso si erano sviluppati nei millenni sia come porti che come guadi per gli scambi commerciali.
Nella posizione dove oggi sorge il ponte per Racconigi fra Lombriasco e Carmagnola (nei pressi di Casalgrasso), è stata trovata una spada votiva del IX secolo a.C., di un tipo attestato nella valle del Reno, probabilmente a protezione di un altro porto-guado. A partire dall'VIII secolo a.C. è invece documentata la presenza di comunità etrusche alloctone, dedite al commercio transalpino.

### Età romana
In età augustea, a partire dal 49 a.C., si era compiuta la colonizzazione della pianura a monte di Torino, un territorio che Roma aveva fino ad allora semplicemente attraversato, senza penetrarlo, sfruttando una strada preesistente che collegava gli abitati protostorici di Carmagnola e Cavour, attraverso un guado sul Po presso l'attuale Carignano.
Sempre in età augustea veniva costruita una seconda strada romana per collegare Torino a Carmagnola, passando con ogni probabilità anche questa volta per Carignano e guadando il Po nello stesso punto o presso Casalgrasso. Intorno al quadrivio dovettero sorgere vari insediamenti, testimoniati da reperti archeologici come tombe romane, vasellame, tratti di selciato ed armi.
Con il consolato di Gaio Vibio Pansa (43 a.C.) si fonda il Forum Vibi Caburrum a capo della XI Regione Augustea, la Transpadana, confinante con la IX Regione Taurinense sui corsi del Po e del Chisola.

### Le Pievi romaniche
La cristianizzazione dell'area, attribuita nell'agiografia ufficiale a San Dalmazzo (III secolo), avviene senz'altro lungo le direttrici appena citate.
Le pievi romaniche che si contano sul territorio sono almeno tre, oggi tutte ricadenti nel territorio comunale di Carignano: Madonna degli Olmi, San Remigio e San Vito.
La loro collocazione su un'unica traiettoria, che segue per cinque chilometri il tracciato della strada moderna, con uno scostamento verso il fiume di due-trecento metri, ricalca fedelmente la via romana di Pollenzo e testimonia una certa dispersione degli abitati.
Nessuna delle pievi è databile con la benché minima precisione, anche se vi sono motivi per ritenere che, magari ricostruite in seguito, possano essere presenti già prima della dominazione longobarda.

### Resti longobardi e carolingi

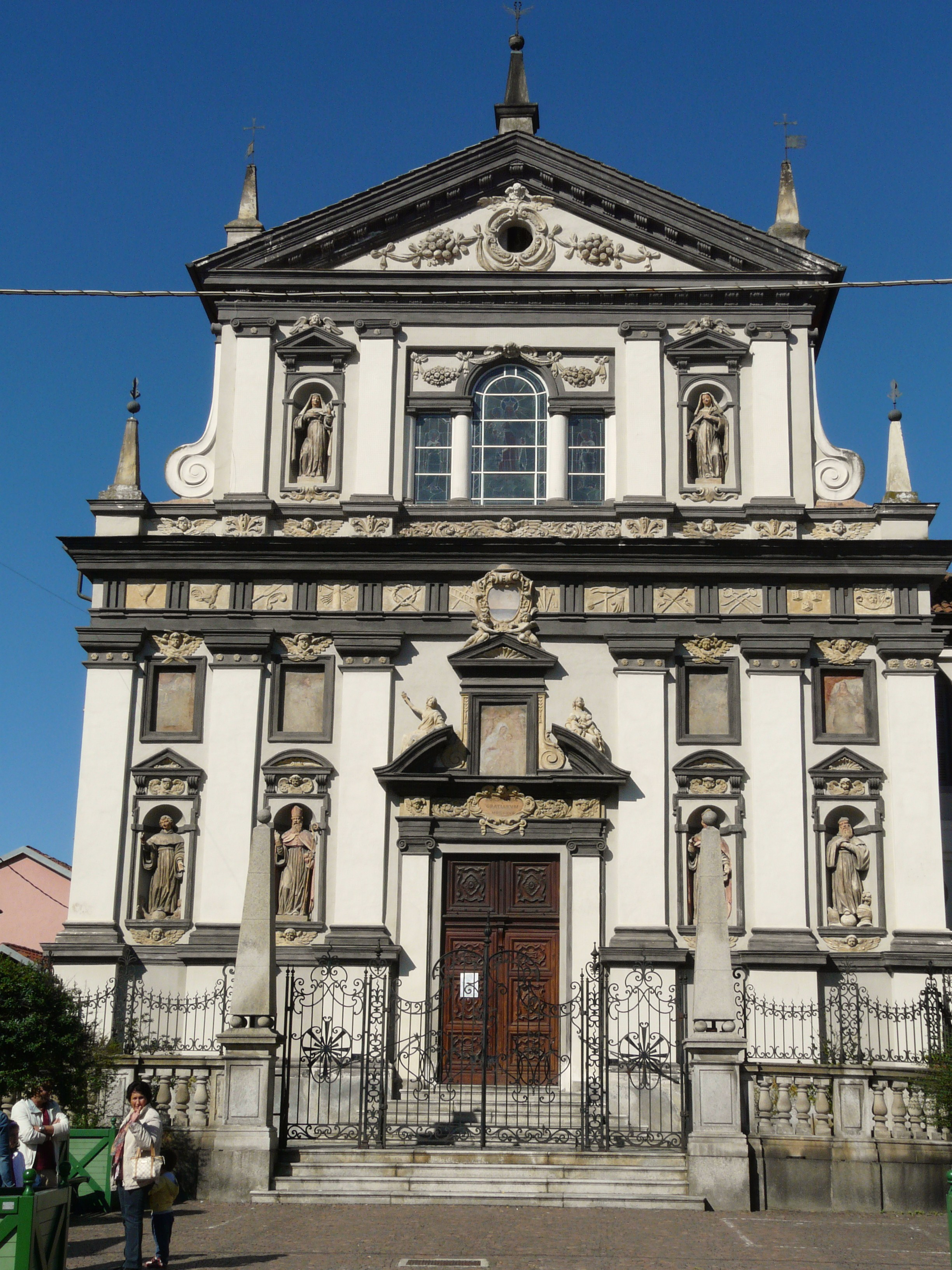
La chiesa di Santa Maria delle Grazie

Del periodo longobardo (568-774) si sono ritrovate due necropoli e due nuclei sepolcrali nobiliari presso Carignano.
La necropoli minore (senza nome) si trova a circa 700 metri da Carignano sulla strada per Castagnole Piemonte, la principale presso la pieve di San Vito (tetti Brüss o località Boatera). Entrambe sono annesse a piccoli nuclei "costituiti in materiali leggeri e deperibili" e ancora riconoscibili.
I nuclei sepolcrali nobiliari sono stati ritrovati presso le pievi di San Remigio (località Valdòc) e di San Vito (sempre tetti Brüss).
Quest'ultimo, a soli 250 metri dalla necropoli di cui si è detto, è probabilmente di origine più antica e riutilizzato dalla classe dirigente longobarda; queste sepolture sembrano infatti costituire un esempio di continuità d'uso di un'area funeraria di età romana e poi tardo antica, piuttosto raro in Piemonte. Si tratterebbe quindi del cimitero dei membri della nuova classe dirigente militare e politica sovrappostasi ai proprietari romani.
In epoca carolingia l'area passa sotto il Marchesato di Saluzzo e sono documentate tre curtes (borghi) non ancora murate, intorno alle relative chiese: San Remigio, San Martino (ampliamento della pieve di San Vito) e San Giovanni, nel frattempo costituito. Ma gli sconvolgimenti maggiori, qui come altrove in Piemonte, saranno dovuti all'incastellamento della fine del primo millennio.

### Il borgo murato di Carignano
Il primo borgo di Carignano è costituito all'incrocio delle due strade romane, con uno sviluppo sbilanciato verso sud, ad includere la curs di San Giovanni ed escludendo quella di San Remigio. La "villa di Carignano" è testimoniata già nel 1064 in un documento in cui la marchesa di Saluzzo, Adelaide di Savoia, assegna a Santa Maria di Pinerolo "tre mansi insieme col porto". Nel 1159 l'imperatore Federico I Barbarossa assegna la “corte di Carnano” al vescovo di Torino.
Del castello si conservano i muri perimetrali in corrispondenza della strada antica del porto, circa 150 metri più a nord dell'attuale. Il porto natante o traghetto "era formato da due barche accostate o da una sola, grande, sulle quali veniva costruito un impalcato con una baracca. L'ancoraggio era effettuato tramite un pilotto di legno piantato al centro del corso del fiume, al quale era legata una corda collegata alle baracche del porto. Una barca sussidiaria, più piccola, veniva posta a metà del tiro di corda” (museo civico G. Rodolfo).
Nel Duecento sorge un conflitto sul passaggio di Carignano fra il conte Tommaso di Savoia, alleato con i comuni di Carmagnola e Asti, e i marchesi di Romagnano, alleati con Torino, Testona e Pinerolo. Questi ultimi fanno costruire la torre ed il fortilizio, oggi detti “del Po morto” a difesa di un ponte in legno (poco più a sud del porto) che si impegnano a costruire con Carmagnola e Asti, dopo alterne vicende. Il ponte sfrutta un isolotto al centro del fiume ed è levatoio nel ramo verso Villastellone, perché potessero passare le barche che dal Fortepasso in quel di Carmagnola trasportavano a Torino il sale che, portato da Finale, era ammassato nei magazzini di Fortepasso. L'accordo prevede che il borgo non possa superare “i 500 fuochi”, ma dopo 50 anni è rotto per il forte impulso dato ai commerci dal nuovo ponte e si dispone l'ampliamento delle mura, spostando l'asse nord-sud e le relative porte ad ovest di un isolato e l'asse ovest-est ancora a sud di un isolato.
Oltre alla porta di Po, aperta pochi anni prima per il nuovo ponte, si costruiscono così le porte poi dette del Rivellino (ovest), dei Meinardi (nord) e del Mercato (sud). Si insediano nuove case nobiliari, di cui rimane una via porticata sulla piazza San Giovanni, il monastero di Santa Chiara abbandona l'ubicazione fuori le mura nel sobborgo di San Remigio e si insedia sul sito di “certe case dei Provana” presso la porta dei Meinardi dove viene costruita la chiesa tra il Trecento e Quattrocento.

### Il borgo murato di Carmagnola

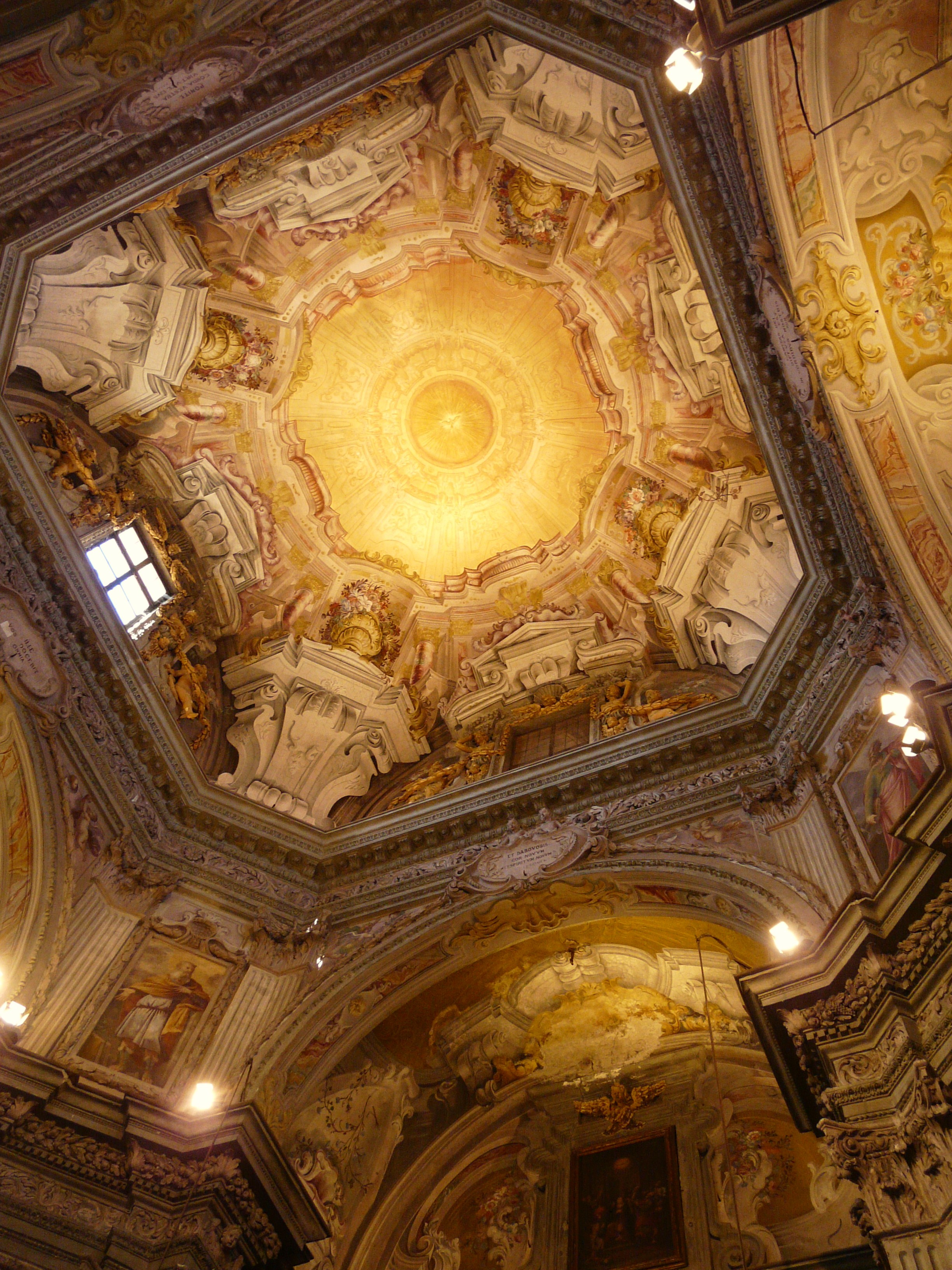
Le decorazioni e gli affreschi del soffitto della chiesa dei Battuti Bianchi

Probabilmente dal guado di Carignano, poi porto natante e ponte in legno, la strada romana costeggia verso sud il terrazzo del Po e se ne stacca solo all'altezza dell'attuale Salsasio, puntando a Pollenzo, ipotesi confermata dalla comune direzione delle strade di Salsasio e Sommariva, che oggi deviano entrambe verso l'ingresso nord di Carmagnola, dove era il borgo Moneta. Anche l'altra via, più antica, che guadava il Po a Casalgrasso aggirava le basse del torrente Meletta, paludose e malsane, dove sarebbe sorta Carmagnola.
L'incastellamento avrebbe portato gli abitanti della zona a ritirarsi in una piccola altura fra le paludi, l'attuale isolato di Gardezzana (forse da “guardia sana”), da sempre isolato centrale della città. Rimanevano una prima cerchia di borghi, Viurso, San Giovanni e Moneta, abbattuti dai francesi nel 1640 per far posto a una cerchia di fortificazioni alla moderna, più solide della cittadella a quattro punte costruita intorno al 1550. I borghi di San Bernardo e San Michele, affacciati sul Po sono successivi, derivando dalla migrazione degli abitanti di Viurso.

### L'abbazia di Casanova
L'abbazia sorge ad 8 km da Carmagnola sulla strada per Poirino. La sua collocazione esterna alle città e la scelta di localizzarla presso un poggio al centro della pianura, ne fa un elemento paesaggistico autonomo e ben individuabile, con un controllo radiale sul sistema delle Grange. Venne fondata nel 1137 dai Marchesi di Saluzzo e fu denominata Santa Maria di Casanova.
Moltissime furono le donazioni che i Marchesi di Saluzzo fecero a favore dell'abbazia, fra le prime i terreni circoscritti dai torrenti Stellone e Venesma e la strada che da Carmagnola giungeva al castello Tegerone (ormai cascina ai confini con Poirino).

### La strutturazione agricola del territorio
I nuclei esterni sorti nei secoli XI-XIV hanno un impianto di carattere signorile e priorità difensive: al centro, castello o casa forte con aggregazioni rurali ad essi addossate; perimetralmente, un fosso difensivo. Sono questi gli elementi che caratterizzano la Gorra, il Brillante e la Ca' (o Chà), anche se quest'ultima ha riportato alla luce reperti che fanno pensare addirittura ad un'origine romana.
Menzione a parte meritano il Castello della Loggia, che sarà della famiglia Galli, munito a partire dal 1396 dai Provana di Carignano per concessione dei principi d'Acaja, e il Fortepasso, con struttura e funzione spiccatamente commerciale, usato come deposito di sale, di cui si è detto a proposito del ponte di Carignano.
Marginale rispetto al territorio attuale del Po è infine la Rotta, presso la confluenza del Banna nel Po, oggi tagliata dal passaggio dell'autostrada.
In epoca non lontana, le chiese al servizio dei centri abitati sviluppatisi nella campagna, avevano ancora qualifica di "cappelline", con un sacerdote a fissa dimora. Al Brillante e alla Gorra, tali chiese occupano una posizione interna adiacente al castello.
Insediamenti simili si ritrovano anche nelle zone del Sabbione, di Borgo Cornalese e Castelreinero.
La rete idrica che serve il territorio carignanese è costituita da due canali artificiali più antichi e principali, ad andamento quasi parallelo: l'Oitana e il Vuotasacco, che prendono le acque dal torrente Lemina e le versano nel Po. L'Oitana ha un percorso più diretto, dal Lemina a San Remigio, dove sbocca nel Po alimentando il fosso presidiale delle mura settentrionali di Carignano. Un piccolo canale urbano derivato dall'Oitana serviva già nel 1333 i molini che il principe d'Acaja possedeva, presso la Porta dei Meinardi. Il Vuotasacco ha un percorso più tortuoso e lambisce a Carignano a sud presso San Martino e seguendo le mura ad est su un terrazzo intermedio del Po, fino a confluire nell'Oitana.
Più tardi la bealera Vittona alimenterà il canale dei Molini, che raggiunge il fosso meridionale della città e finisce nel Vuotasacco. Tra il 1455 e il 1457 venne scavata la bealera Pancalera, derivante le sue acque sempre dal Lemina, ma molto più a monte delle due precedenti, quasi in territorio di Pinerolo, passante per Pancalieri e contribuente sia del Vuotasacco che dell'Oitana. Casi di insediamenti sviluppatisi all'incrocio tra rete viaria e rete idrica sono ravvisabili nella borgata Balbo, nei Tetti Peretti, e nei Tetti Pautassi. Il Vuotasacco ha favorito lo sviluppo dell'insediamento rurale-signorile del Brillante, di Sesseno, Giumiengo e parte di Tetti Ruffino. Sulla sponda destra il canale principale, probabilmente coevo del primo borgo murato di Carmagnola, che doveva risanare, devia le acque del Meletta fino allo Stellone, alimentando la Gorra e Tetti Faule.

### La paleo-industria

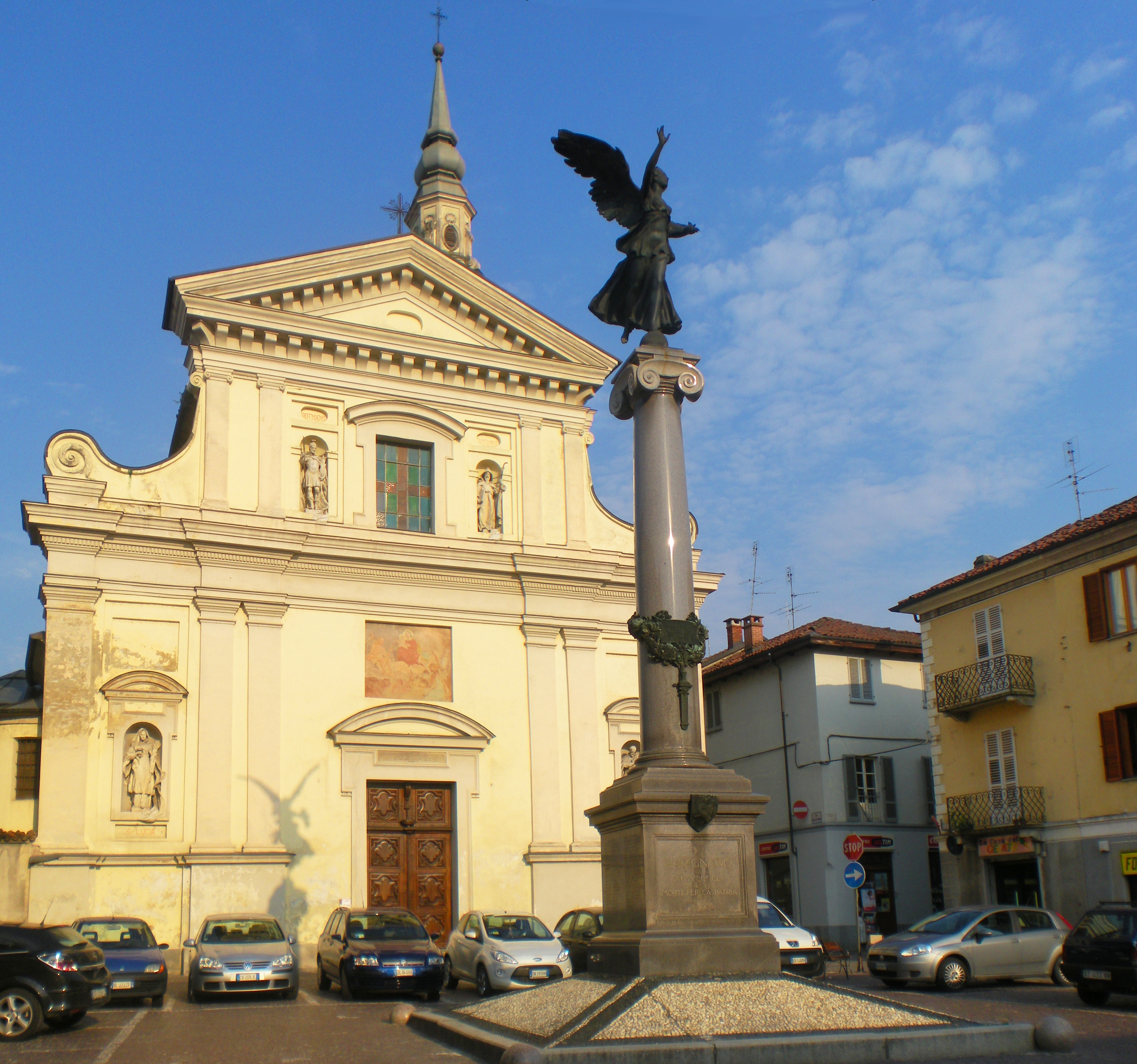
Il monumento ai caduti dinnanzi alla chiesa della Misericordia

La coltivazione della canapa a Carmagnola risale almeno al 1235, testimonianza fornita dagli archivi storici del comune. La sua commercializzazione avveniva sotto una tettoia appositamente costruita, (ora sede dei Vigili del Fuoco e dei Vigili Urbani) al mercato di Carmagnola ogni mercoledì, come dimostra una proibizione del marchese Ludovico di Saluzzo di arrestare i debitori privati dalla sera di martedì a tutto il giorno di mercato.
La coltivazione del “Gigante di Carmagnola”, il seme della canapa considerato come il più pregiato, avveniva sulla sponda destra del Po e faceva capo al Borgo di San Bernardo. Le campagne limitrofe vennero divise in due regioni per distinguere i vari cascinali e terreni sparsi. I confini di queste zone, sotto la giurisdizione della parrocchia di San Bernardo,  vennero definiti in base ai sentieri o ai numerosi fossi presenti.
L'efficienza della coltivazione di questo seme era garantita dalla conduzione familiare della lavorazione. Compito quasi esclusivo delle donne era la filatura, mentre gli uomini provvedevano alla pettinatura, commettitura e smagliatura.
Il compito tipico dei ragazzi consisteva nel girare la ruota per dare origine alle corde. I ragazzi erano detti virör da viré ossia girare, mentre l'area su cui si sviluppava l'attività delle corde, prezioso bene privato della famiglia, era detto santé (sentiero), striscia di terreno quasi sempre all'ombra di alberi e lungo il quale si intrecciavano e si snodavano le lunghe corde.
Dai censimenti all'inizio del Settecento risultano impegnati nella lavorazione della canapa, per la fabbricazione delle corde, solo 14 nuclei familiari per un totale di 76 persone. Nel 1821 le famiglie cordaie sono 33 e impiegano 150 persone, nel 1862 gli addetti assommano a 259 e nel 1928 si contano addirittura 87 famiglie cordaie.
Ma la lavorazione della canapa da parte dei cosiddetti cordari fornì l'occasione della nascita della vita di comunità. I cordari infatti fondarono, nel 1886, una Società Operaia di Mutuo Soccorso con lo scopo di prestare mutuo soccorso ed assistenza provvedendo, inoltre, al rispetto dei diritti e dei doveri forniti dalle leggi dello Stato. La società venne sciolta nel 1936. Nel 1975 la “legge Cossiga” contro gli stupefacenti, condannò la scomparsa delle coltivazioni della canapa in Italia.

### Il completamento degli insediamenti rurali
Nel corso del Cinque-Seicento la struttura agricola di cui si è detto, è completata da una fitta rete di insediamenti rurali. Composte di un corpo principale esposto a sud, integrato da tettoie sussidiarie sugli altri lati al margine dell'aia, si dispongono tenendo conto dell'orientamento su un reticolo stradale formato dalle dorsali medievali e da vicoli ad esse perpendicolari per la penetrazione ai diversi ingressi delle proprietà.
Nelle frazioni difficilmente si possono individuare nuclei centrali generatori: il termine “tetti” usato in gran parte di essi e accompagnato da un nome di famiglia fa pensare alla proliferazione di una cellula famigliare originaria e non ad un impianto pianificato. La chiesa e il forno che costituiscono i servizi più antichi di queste comunità appaiono in pianta come ritagliati nel tessuto ordinario delle cellule da cui in planimetria non si differenziano, sul margine della strada centrale.
Raramente questi servizi si staccano dal contesto come nel caso di Campagnino, la cui chiesa si è venuta a creare sulla base di un pilone votivo. La struttura edilizia è diversa in base alle epoche e in base agli insediamenti, ma un esempio base è composto da un fabbricato principale rivolto verso sud, con un volume di due piani fuori terra a manica semplice. Su un'estremità dell'edificio hanno posto la stalla e il sovrastante fienile. Sull'altra sono presenti a piano terra la cucina con un piccolo retro più basso destinato a crutìn e al primo piano le camere da letto, cui si accedeva da una scala sulla facciata della casa; sovente il granaio era nel sottotetto.

### I primi tagli del Po
Risalgono al Seicento le testimonianze più antiche di opere idrauliche sul Po, coinvolgendo con tagli ed inalveamenti anche nomi eccellenti come quelli dei Vitozzi e dei Castellamonte.
Non rimangono tracce nel fiume, più volte rimodellato naturalmente e artificialmente, né disegni, ma solo citazioni di toponimi coinvolti, spesso anch'essi cancellati.
Le trasformazioni urbane, con il Cinquecento e l'avvento dell'artiglieria le mura all'antica, strette ed alte, devono essere fortificate o rimpiazzate da terrapieni e complessi di difesa "a prova di bomba".
A Carmagnola, avamposto del Marchesato di Saluzzo, si prova a fare della Gardezzana una cittadella a quattro punte, senza città da difendere (il borgo murato è compreso nella cittadella, a riprova della sua modestia) e con i tre borghi esterni, di Viurso, San Giovanni e Moneta, a ridosso. A metà Seicento, come già accennato, data la vulnerabilità della soluzione, le fortificazioni sono ampliate a spese dei borghi.
A Carignano, invece, viene eretto un semplice terrapieno a ridosso delle mura trecentesche, sono abbattute le mura antiche e sono muniti gli angoli di origlioni.
La semplicità della soluzione consente uno sviluppo urbanistico più libero.
Si ampliano e si creano sedi conventuali e si costruiscono edifici sacri, occupando vecchie aree residenziali con uno spostamento della popolazione verso i sobborghi.
Si crea la nuova parrocchiale di San Giovanni, abbattendo la vecchia chiesa entro le mura, si sviluppa il monastero delle Clarisse di San Giuseppe come filiazione di quello di Santa Chiara verso la metà del Seicento.
La Chiesa del Suffragio o della Misericordia (Battuti Neri), fondata per voto della comunità e solo in un secondo momento affidata alla confraternita, può insediarsi sul sito dell'antica cortina muraria ad occidente del concentrico presso la zona della porta del Rivellino e il mulino delle Ripe.
L'edificio si sostituisce a due case acquistate dal comune ai margini del concentrico dove vi è l'interramento dell'antico fossato ed è delimitata verso settentrione e verso occidente dal "canale dei Mulini".
La confraternita dello Spirito Santo (Battuti Bianchi) giunge alla sua definitiva collocazione dopo una serie di spostamenti dalla periferia verso il centro, spostamenti che portarono alla crisi di una delle più antiche confraternite.
Il più antico Monastero di Sant'Agostino fondato nel 1476 era fuori dalla porta del Mercato.
Fuori le mura Santa Maria Maddalena, già sorgente presso il sito dell'attuale cappella della Madonna di Loreto; San Martino di Allodio (oggi Cascina San Martino), di cui sussiste l'abside romanica di San Vito.
Santa Maria di Pogliano, scomparsa, era ubicata, secondo diversi documenti, lungo le fortificazioni vicino al Po.

### La rivisitazione settecentesca del patrimonio rurale
Nel Settecento lo sfruttamento agricolo del fertile territorio padano a monte di Torino è decisamente completato e si tende non tanto all'espansione, ma alla trasformazione dell'esistente, con grandi opere pubbliche di rettifica di strade e fiumi, la realizzazione di architetture auliche entro il tessuto urbano e l'inserimento di strutture ad alto e medio livello architettonico anche negli abitati isolati: l'esempio più alto è la Cantalupa.
Sorti peggiori hanno subito villa Carpeneto presso La Loggia e la cascina Gabbia, che ha anche subito modifiche strutturali, pur senza cancellare del tutto l'opera settecentesca nel meraviglioso arredo interno e negli affreschi delle porte e degli scuri intagliati e dipinti.
L'autonomia dei cascinali isolati determina l'assunzione delle strutture collettive proprie delle frazioni. La cappella con il campaniletto che fa parte del complesso di molti cascinali, la cascina dotata di campanella per richiedere soccorso, il forno che non poteva mancare in ogni cascinale.
Nel corso del Seicento e del Settecento si moltiplicano gli esempi di cappelle aggregate a cascinali o ville: Sesseno, Rivarolo, la Ca', Cantalupa.
Per la maggior parte delle frazioni presenti nel territorio di Carignano le chiese appaiono o sostitutive di un'abitazione precedente, o inserite nel modulo tipico della cellula rurale: Tetti Peretti, Tetti Pautasso, Ceretto.
Alle biforcazioni delle vie disposte a raggiera attorno agli abitati si incontrano croci, piloni e cappelle: degne di nota San Rocco (al bivio tra le strade di Castagnole e Piobesi, da non confondersi con la Pieve di San Rocco, conservata nell'abside di San Martino), San Grato (alla biforcazione delle strade di Pancalieri e Saluzzo).
La cappella del Pilone Virle, sorta nel 1882 al posto di un antico pilone, ricalca ancora questa sistemazione rituale.
Architetture religiose
Due fenomeni tipici dell'epoca barocca sono la rimodellazione e la riqualificazione di alcuni importanti spazi pubblici urbani, in concomitanza con il sorgere di edifici ecclesiastici di particolare rilievo.
Per nuove cospicue imprese edilizie si deve attendere la realizzazione della cappella del Valinotto (1738-39), dell'Ospizio di Carità (1744-49) e della nuova Parrocchiale di San Giovanni (1756-1764). Il sorgere di tali edifici caratterizza la fisionomia della scena urbana esprimendo in modo emblematico la vitalità sociale ed economica della Carignano di pieno Settecento, ancora lontana dal declino cui sarà condannata a partire dal secondo Ottocento.

### Infrastrutture
Nel corso del Settecento, probabilmente a causa delle perturbazioni prodotte dai tagli, il Po distrugge l'antica strada romana nel tratto a nord di Carignano, aprendo un nuovo e terrificante meandro fra San Remigio a Madonna degli Olmi.
Nel frattempo la strada di Torino ha subito una deviazione di tracciato anche presso il Sangone, dove di due ponti, per Carignano e per Pinerolo, è rimasto solo il secondo, quello del Nichelino.
La strada di Carignano (sul sedime dell'attuale corso Roma in Borgo San Paolo di Moncalieri) continua a servire il mercato di Moncalieri, ma per la direzione di Torino diviene conveniente una scorciatoia, passante per una cascina detta della Loggia, intorno alla quale sorgerà col tempo l'abitato omonimo.
Mentre continuano le opere di sistemazione del fiume a “difesa” dell'abitato e della campagna e le opere idrauliche di irrigazione, si delinea nella seconda metà del Settecento un ampio sistema di nuovi tracciati stradali o di rettifiche degli esistenti, in funzione di una nuova efficienza dei collegamenti a livello sovra-comunale.
Attorno al 1760 si definisce il sistema dei più importanti tracciati stradali con la nuova strada da Torino per Carignano e Racconigi (ponte sul Po a Casalgrasso) e con la strada da Carignano a Vinovo.
La politica delle opere stradali, promossa dall'amministrazione sabauda in questo periodo, e integrata su scala minore da iniziative locali, è per così dire ratificata e proseguita dal governo napoleonico che promuove la costruzione del nuovo ponte tra Carignano e Carmagnola, terminata nel 1813, con un taglio da San Martino a Salsasio, su un tracciato inedito e inconsapevolmente quasi ricalcante il passaggio paleolitico di cui si è detto. Il ponte, sempre in legno e più volte rifatto fino all'ultimo dopoguerra, sostituisce quello di Carignano, distrutto dagli austriaci in ritirata nel giugno del 1800.

### I tagli settecenteschi del Po
Nel 1764 venne eseguito l'inalveamento del Po dal Comune di Carmagnola.
Secondo il Casalis, le continue esondazioni del fiume in questo tratto avevano reso indefiniti i confini amministrativi tra i comuni di Carmagnola e Carignano generando conflitti tra le due comunità oltre notevoli danni alle colture.
Con il concorso delle Regie Finanze e del comuni di Carignano e Lombriasco vennero operati 7 tagli.
I tagli che si diedero in linea retta da una parte e dall'altra dell'alveo erano larghi dai 30 ai 15 metri. Il restringimento finale consentiva di utilizzare la forza dell'acqua per incavare il nuovo alveo del fiume che alla fine raggiunse i 123 metri di larghezza.
Ma nonostante le opere dirette dall'ing. Boldrini, in breve tempo le sponde iniziarono a cedere lasciando spazio al fiume di riprendere il suo originario andamento meandriforme.
L'unico tratto intatto ancora oggi dell'inalveamento del Po è quello a difesa del ponte di Lombriasco.

### L'industrializzazione
Nella prima metà dell'Ottocento il territorio del fiume è quasi totalmente assorbito dagli sforzi, rivelatisi vani, di rettificarlo e renderlo navigabile per imbarcazioni di media stazza.
Non è questa la sede per entrare nel dibattito storiografico, ma è importante notare come siano i trasporti la variabile fondamentale negli avvenimenti a partire da questo momento: il fiume, già navigato con grandi difficoltà da millenni, con quattro porti natanti in funzione da secoli (Carignano, Campagnino, Carmagnola e Casalgrasso-Racconigi), subisce con l'avvento della ferrovia un improvviso crollo di interesse, che da spasmodico diventa quasi nullo dopo il 1850.
Con la ferrovia saltano tutti i progetti di potenziamento della navigazione fluviale e si assiste ad un ribaltamento del punto di vista delle comunità locali sul territorio.
Il mito del progresso, l'euforia dello sviluppo, l'esaltazione della macchina, la spettacolarizzazione del consumo domineranno il secolo e mezzo a venire, non solo nelle politiche di gestione del territorio, ma nello stesso immaginario dei suoi abitanti e nel loro atteggiamento verso le risorse naturali.
Carignano è esclusa dal passaggio della ferrovia per Savona, che ha invece una stazione importante in Carmagnola e attraversa il Po solo a Moncalieri, toccando Villastellone e Trofarello. In breve Carmagnola supera Carignano in popolazione e sono forti le proteste di una città carica di storia che si vede condannata al declino per l'emigrazione dei suoi abitanti. Solo nel 1881 verrà realizzata la tranvia a scartamento ridotto per Torino e Saluzzo, che rimase il principale collegamento fino al secondo dopoguerra, nonostante i tentativi fatti dalle amministrazioni comunali del primo Novecento per assicurare al proprio territorio il raddoppio del primo tratto della Torino-Savona, che era però a questo punto tecnicamente improponibile. Nel 1889 si costruisce in muratura il ponte per Villastellone, per facilitare l'accesso alla stazione più vicina. Il ponte è costruito nella stessa posizione dell'antico ponte in legno per Chieri, sostituito per tutto l'Ottocento dal porto natante, a fronte dell'alternativa del nuovo ponte di Carmagnola.
La zona del Po Piccolo adiacente all'abitato aveva nel Seicento la denominazione di Po Morto, con riferimento all'alveo da tempo abbandonato dal fiume. La prima sistemazione dell'area che i vecchi chiamano ancora il Pasc, cioè la zona incolta di pascolo comune, fu attuata intorno al 1820 con il piantamento di un viale di platani, di cui sussiste un maestoso esemplare. Quest'idea rifletteva la sistemazione ad allee care all'urbanistica del periodo napoleonico e della Restaurazione, quali si andavano realizzando a Torino lungo il perimetro degli antichi bastioni. L'allea dei platani realizzata sulla stretta e lunga lingua di terreno compresa tra i due canali Po Piccolo e Vuotasacco, valorizzasse in senso paesaggistico per il pubblico passaggio una sistemazione idrologica, con criterio affine a quello che aveva ispirato Torino tra il Po e il Canale Michelotti.

### Il Lanificio Bona
L'installazione del lanificio Bona all'interno di Carignano costituisce l'unica duratura iniziativa industriale capace di incidere profondamente sull'economia locale. Le conseguenze di questo nuovo impianto si recepiscono in tutti i settori, da quello immobiliare a quello infrastrutturale. Alle soglie del nuovo secolo Carignano è una piccolissima one company town, che ai rischi della specializzazione eccessiva unisce la fragilità delle piccole dimensioni: il destino è segnato. Circa un sesto dell'abitato, ormai ridotto all'osso, è occupato dal monastero di Santa Chiara, di cui si è detto più volte, nel sestiere di nord-ovest, fra la porta dei Meinardi e quella del Rivellino. Anche l'istituto delle clarisse versa in condizioni finanziarie critiche. Passato in mano all'amministrazione comunale, l'immobile è venduto come area industriale.
Dopo gli esperimenti falliti dei fratelli Lazzaroni e dei Colono Borgnana, finalmente i Bona riescono a farne un lanificio, abbattendo dapprima gli edifici del convento, poi la chiesa, infine anche il campanile. Il prepotente inserimento dell'opificio nella città si manifesta nel blocco sempre più integrato e caratterizzato dei volumi edilizi. Se l'alta ciminiera eretta sul fronte nord si impone come segno dominante sulle preesistenze conventuali e sull'intero paesaggio cittadino, l'avanzamento del prospetto settentrionale, realizzato verso il 1900 sul tratto ancora scoperto del canale dei Molini, sospinge la presenza della fabbrica a ridosso del percorso d'ingresso della città. Sul fronte settentrionale e occidentale si possono notare delle ristrutturazioni con elementi di tradizione antonelliana, effettuati verso il 1890. ai primi del Novecento risale la costruzione di shed a copertura del canale. Nel 1906 viene sostituita la chiesa lanfranchiana con il reparto tintorie. Nel 1920 viene creata la palazzina degli uffici e il portale neobarocco. Nel 1926 verrà terminata la costruzione di un'altra manica dell'edificio, ma tali interventi non avranno fine fino agli anni cinquanta.
L'insediamento dell'industria aveva creato oltre al problema del riassetto dell'area da essa occupata, quello della ricerca di abitazione per le maestranze: ha così origine, dettata dall'esigenza di alloggiare proprietari, dirigenti e manodopera, una progressiva trasformazione di una parte della città. I proprietari e soci dello stabilimento Lorenzo Valerio Bona, Lorenzo Delleani, Federico Maggia, adattano vecchi palazzi signorili per la propria residenza: Palazzo Provana del Sabbione,  Palazzo Rasino, casa San Martino della Morra e di Cervere. In casa Vivalda di Castellino abitò Carlo Bona, Gaspare Bona abitò invece, dal 1923 e fino alla morte, in una villa suburbana con parco in via Braida, già di proprietà di Alberto Delleani. La presenza dell'industria aveva mutato l'equilibrio politico locale, con l'inserimento ai posti di potere del nuovo gruppo industriale, subito contrapposto alla vecchia borghesia che aveva dominato le amministrazioni del tardo Ottocento.
Il Lanificio Bona troverà una sede fuori Carignano nel secondo Novecento, abbandonando progressivamente il complesso storico, e fallendo negli anni ottanta di fronte all'automazione e alla concorrenza internazionale.
Nel 2022 il complesso dell'ex lanificio è stato acquistato dal comune.

### Il Novecento
Nel 1908 si erigeva l'ala comunale in funzione di mercato coperto.
Il regime fascista consolida il consenso negli anni trenta con la politica dei lavori pubblici: nel centro cittadino si fanno modifiche all'assetto viario, si demolisce una parte dell'Ospizio di Carità, si sistema la piazza Otto Martiri, si costruiscono i lavatoi comunali con i bagni pubblici, si adatta il monastero di San Giuseppe a "Casa del Balilla".
Nel 1942, per iniziativa dell'Istituto case popolari si realizza il primo blocco di abitazioni plurifamiliari sul viale della Rimembranza.
Nel secondo dopoguerra i primi interventi effettuati sono la ricostruzione dei ponti fatti saltare il 30 aprile dai tedeschi in ritirata, la realizzazione dell'acquedotto e la rete fognaria, l'asfaltatura delle vie e la pubblica illuminazione.
In particolare il ponte per Villastellone è ricostruito in calcestruzzo armato ad arcata portante ed inaugurato nel 1951.
A ruota viene affrontata l'emergenza casa, con la realizzazione di complessi popolari, inseriti con logiche di emergenza in aree talvolta cariche di beni storici abbandonati (San Remigio) e reperti archeologici.
L'ultimo atto del romanzo è la già citata chiusura del Lanificio Bona, con una complessa ristrutturazione in corso dal 1994, diretta dall'architetto e professore Alberto Sartoris con principi razionalisti, dall'impatto volutamente forte e dagli esiti per lo meno discutibili.
Buona parte dell'edificio è ancora da ristrutturare e ospiterà secondo il progetto uno degli spazi museali più grandi del Piemonte, atto anche ad accogliere mostre itineranti.
Per il momento sono realizzati un centro civico e la parte stabile del museo intitolato all'archeologo e storico locale Giacomo Rodolfo, vissuto a cavallo del Novecento, che dedicò la sua esistenza al recupero delle memorie della città, raccogliendo gran parte delle informazioni più antiche sul territorio oggi a nostra disposizione.

### Simboli
Con i consegnamenti del 1613 e 1687 venne concesso a Carignano lo stemma: d'oro, troncato su rosso, al cane ritto d'argento, collarinato d'oro, dall'uno all'altro, tenente una lancia d'oro banderuolata di Savoia; esso cane movente da una pianura di verde. Motto: "Hinc fides".
Lo stemma è stato riconosciuto con decreto del capo del governo dell'8 dicembre 1930.
Il gonfalone, concesso con RD del 3 agosto 1930, è un drappo di bianco.

## Monumenti e luoghi d'interesse

### Duomo
Nel centro storico della cittadina svetta il settecentesco Duomo barocco dedicato ai S.S. Giovanni Battista e Remigio, progettato da Benedetto Alfieri e decorato da Paolo Gaidano e sorto sul luogo dove esisteva una vecchia chiesa. Si affaccia sull'antica piazza del mercato, proprio di fronte al Palazzo Civico oggi in disuso.

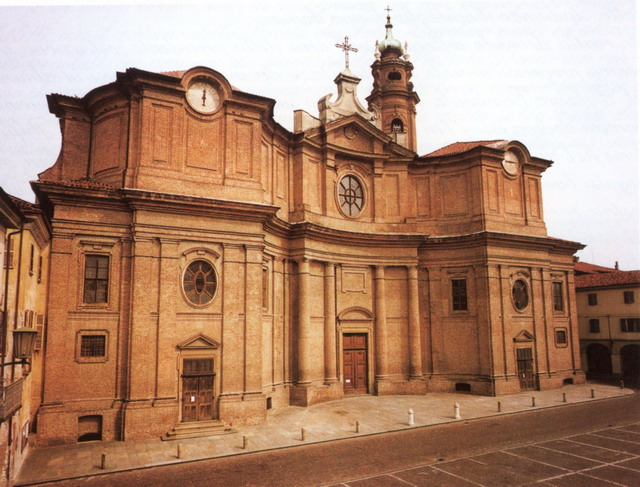
Duomo dei S.S. Giovanni Battista e Remigio, la facciata

Il Duomo di Carignano rovescia alcuni degli schemi abitualmente seguiti in architettura: anzitutto la convessità della facciata e la visuale offerta ai visitatori, entrando dalla porta principale si possono vedere contemporaneamente tutti gli altari. L'edificio, a navata unica, conta ben sei cappelle, tre a sinistra e tre a destra del presbiterio, ed è sovrastato da una monumentale volta anulare.
Tra le opere d'arte che ornano il Duomo vanno segnalate l'altare maggiore in marmo, eseguito da Rossi e Bottinelli, le quattro grandi statue dei Dottori della Chiesa, realizzate nel 1764 da Carlo Giuseppe Bollina e l'altorilievo rappresentante il Padreterno Benedicente e i Santi patroni della Città, realizzato da Giovanni Battista Bernero.

### Chiesa di Nostra Signora delle Grazie e Sant'Agostino
All'interno l'altare di San Nicola di Bari è opera dello scultore Pietro Somazzi.

### Chiesa di San Giuseppe

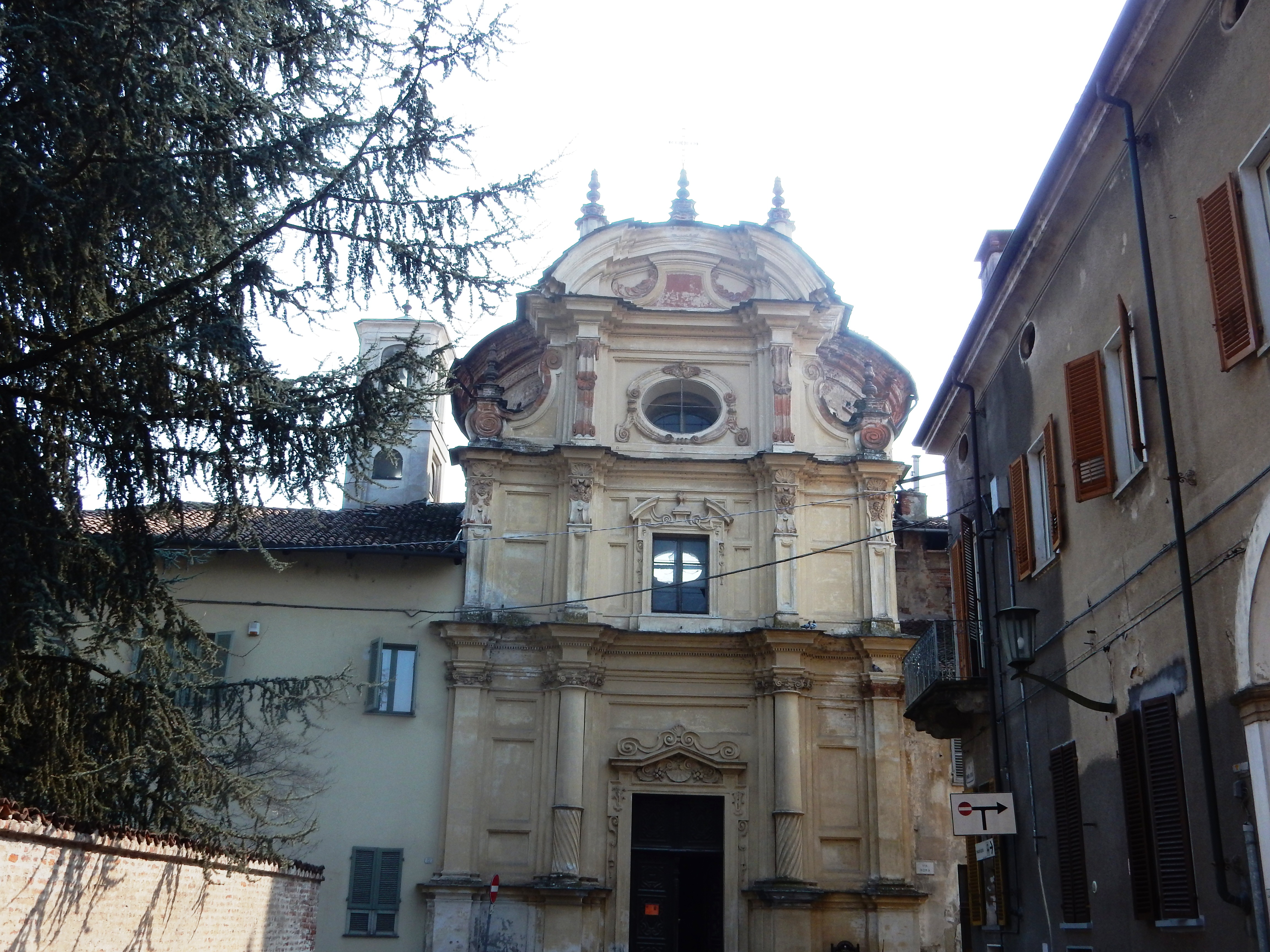
Veduta della facciata della Chiesa di San Giuseppe

La chiesa di San Giuseppe è attribuita all’architetto Carlo Emanuele Lanfranchi ed è posta in asse con Via Monte di Pietà : conserva al suo interno interessanti stucchi, opera di autori luganesi del tardo ‘600 e vi si accede da un elaborato portale ligneo, coevo alla chiesa.

### Cappella della Visitazione o Santuario del Vallinotto

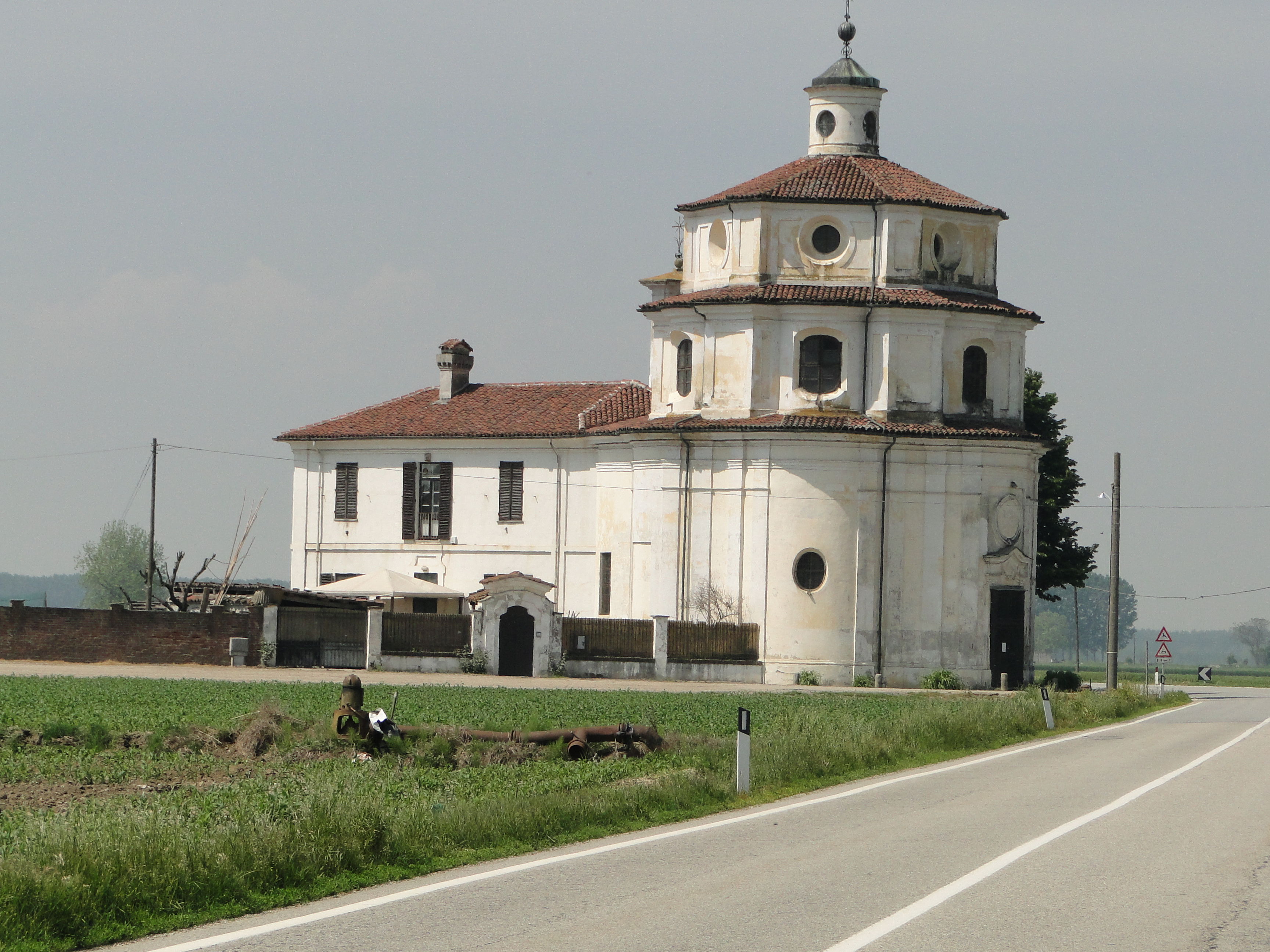
La chiesa-Santuario al Vallinotto

Nella località Vallinotto sulla strada verso il Pinerolese venne eretta, tra il 1738 ed il 1739, una chiesa che doveva servire come edificio di culto per i numerosi contadini che abitavano e lavoravano nelle cascine circostanti, dato che il percorso da compiere per recarsi nelle chiese del centro di Carignano era troppo lungo (circa 5 km).
L'opera venne commissionata dal banchiere Antonio Faccio a Bernardo Antonio Vittone e fu una delle sue prime opere architettoniche. A dispetto del luogo isolato in cui si trova, non si tratta di una semplice chiesa di campagna, bensì di un vero gioiello del Barocco piemontese, con la sua caratteristica cupola a tre piani. All'interno si trovano affreschi del pittore Pier Francesco Guala.

### Confraternita dello Spirito Santo
Per la Confraternita nel biennio 1706-1707 lo scultore Carlo Giuseppe Plura realizzò la Pietà con portorio e angeli.

## Società

### Evoluzione demografica
Abitanti censiti

### Etnie e minoranze straniere
Secondo i dati Istat al 31 dicembre 2017, i cittadini stranieri residenti a Carignano sono 905, così suddivisi per nazionalità, elencando per le presenze più significative:
1. Rumeni, 491
2. Marocchini, 109
3. Moldavi, 33
4. Albanesi, 29
5. Cinesi, 28
6. Macedoni, 21

### Tradizioni e folclore: Carnevale
Il Carnevale di Carignano è una delle maggiori attrattive della città: la manifestazione è molto sentita tra gli abitanti del paese e ogni anno nei giorni delle sfilate attrae migliaia di persone, soprattutto dai paesi adiacenti.
Secondo la tradizione si svolgono quattro sfilate, suddivise in due domeniche pomeriggio, una sera in notturna e il martedì grasso, sempre nel pomeriggio. Tutti i carri allegorici sono costruiti da abitanti del paese suddivisi in quattro borghi storici, una sorta di divisione in contrade. Il martedì grasso, al termine della sfilata, i carri vengono premiati pubblicamente da una giuria nella piazza principale della città.
Solitamente le giornate delle sfilate sono momenti di divertimento e allegria in cui molti giovani e bambini, ma anche tanta gente più matura, si lasciano trasportare dal clima di festa che si crea.
I Borghi del paese ancora attivi nella creazione dei carri allegorici sono, dal Carnevale 2011, cinque:
- Borgo Torre
- Borgo dei Matti
- Borgo Piazza
- Borgo Valdocco
- Borgo Fuori Mura
- Borgo Sole
- Compagnia del piliun, che ha convertito il suo nome in Burg dji giuo dal 2011

### Associazioni ed eventi
L'Associazione Turistica Pro Loco Carignano nata nel dicembre 2016 e il cui Direttivo è stato rinnovato nel 2021, si occupa della promozione del territorio carignanese e degli innumerevoli eventi calendarizzati durante l'anno.
Tra i principali la Festa di Mezza Estate  che si tiene intorno al 20 di luglio di ogni anno e attira migliaia di ragazzi per una due giorni di Concerti, cibo ed eventi collaterali, l'evento per molti anni itinerante tra le Società adiacenti al Po, si è trasferito nel 2022 presso la Ex Cava di Madonna del Gerbido.
Tra gli altri eventi che si svolgono nel corso dell'anno è fondamentale ricordare Come Eravamo  che si tiene nel mese di giugno, la Festa dle Masche a settembre e Aspettando il Natale  nel mese di dicembre.

### Specialità gastronomiche

#### Zest
Nel comune piemontese vengono preparati gli zest: scorze di agrumi (limone, arancia, cedro o bergamotto) glassate, caramellate e ricoperte di cioccolato fondente. Gli zest risalgono al Settecento e sono un PAT del Piemonte.

## Cultura

### Biblioteca
La biblioteca civica viene fondata a partire dagli anni '60, grazie a doni di cittadini e associazioni culturali del luogo, nella ex villa Bona. Ha subito diversi cambi di sede nel corso degli anni: lascia la sua prima sede al Museo Civico per i locali storici del municipio di Piazza S. Giovanni, poi si trasferisce nel palazzo dei proprietari del lanificio Bona & Delleani, infine si trasferisce al secondo piano del nuovo edificio municipale, con la ristrutturazione razionalista dell'ex lanificio.

## Sport

### Ginnastica ritmica
Nel 2009 nasce un nuovo settore della Polisportiva Carignano, la Ginnastica ritmica.  Grandi risultati a livello Nazionale ma anche attività propedeutica a partire dai 3 anni. Molte atlete iscritte anche nella sede distaccata di None.

### Calcio
Una squadra chiamata Carignano Football Club disputò nel campionato 1920-1921 l'allora campionato di massima categoria: di quella squadra faceva parte Gaetano Gallo, in seguito titolare nella Juventus. La principale squadra di calcio della città esistente è la Polisportiva Carignano A.S.D. vincitrice nella stagione 2013/14 nel girone E di Prima Categoria. Dalla Stagione 2014/15 i biancorossi sono tornati a gareggiare in Promozione (girone C piemontese).

### Atletica
Vi è anche una società di atletica, l'Atletica Team Carignano, che nei settori giovanili è riuscita a portare vari atleti ai campionati nazionali e lanciare atleti nelle più forti società piemontesi.